# Мерія (Румунія)
Мерія (рум. Meria, колишня угорська назва Кекешфальва, угор. Kékesfalva, обидві назви означають «блакитне (селище)») — село у повіті Хунедоара в Румунії. Входить до складу комуни Лунка-Черній-де-Жос.
Село розташоване на відстані 304 км на північний захід від Бухареста, 32 км на південний захід від Деви, 144 км на південний захід від Клуж-Напоки, 109 км на схід від Тімішоари.

## Населення
За даними перепису населення 2002 року у селі проживали 270 осіб, усі — румуни. Усі жителі села рідною мовою назвали румунську.